# Sestry Bártů
Kateřina Bártů a Jitka Bártů (* 12. října 1974 Jihlava), jsou české televizní autorky, scenáristky, spisovatelky, producentky a režisérky. Jednovaječná dvojčata spolu tvoří autorskou sourozeneckou dvojici profesně známou jako sestry Bártů.

## Život a dílo
Poprvé na sebe upozornily scénářem pro Českou televizi Duch modrého pokoje v cyklu komedií Nadměrné maličkosti.[zdroj?]
Romantickou rodinnou ságou Rodinná pouta, kterou TV Prima uvedla v hlavním vysílacím čase, odstartovaly jako první v českých televizích trend dlouhodobých „nekonečných“ seriálů a naučily diváky na „pravidelnou dávku emocí“. Na seriálu se podílely jako autorky a scenáristky a televize ho úspěšně vysílala v dalších dvou řadách celkem ve 254 epizodách.[zdroj?]
V roce 2005 napsaly pro mladší publikum 20 dílů komediálního seriálu Bazén o skupině muzikantů a jejich cestě za úspěchem.[zdroj?]
V roce 2007 založily sestry Bártů produkční společnost Twinpower, pod kterou začínají točit spin-off seriálu Rodinná pouta s názvem Velmi křehké vztahy. Ten se odvysílal ve čtyřech řadách ve 281 epizodách. Na seriálu působily jako autorky, scenáristky a producentky, a Jitka také vedle režiséra Vladimíra Drhy režírovala několik epizod.[zdroj?]
V roce 2014 spolupracovaly na pokračování druhé a třetí řady hudebně komediálního seriálu TV Nova Gympl s (r)učením omezeným. Na 48 epizodách seriálu se podílely autorsky jako scenáristky a kreativní producentky.[zdroj?]
Od roku 2015 se začaly věnovat projektům v žánru detektivky a krimi/thrilleru. Pro TV Prima společně napsaly úspěšný komediální krimi seriál V.I.P. vraždy, 15 případů vražd ze světa bohatých a slavných s detektivní dvojicí všetečné spisovatelky (Soňa Norisová) a nezkušeného detektiva (Patrik Děrgel) v hlavní roli. V roce 2017 seriál pokračoval druhou sezónou. Na všech 12 epizodách se Jitka ujala režie a Kateřina zastávala roli kreativního producenta.
Od roku 2016 začaly pracovat na kriminální minisérii Temný Kraj s Lukášem Vaculíkem v hlavní roli elitního kriminalisty Petra Kraje. Šest případů sériových vražd bylo inspirováno skutečnými událostmi a vyprávěno novým systémem po dvou epizodách. Na 12 dílech seriálu se společně podílely jako autorky projektu a scenáristky, Jitka jako režisérka a Kateřina jako kreativní producentka a showrunner. Seriál přinesl televizi Prima vysoké hodnocení a sledovanost.
Po úspěšné první sérii vzniklo sedm nových případů. Druhá série o 14 dílech navazuje na předchozí a s vysíláním se počítá na podzim 2019.

## Filmografie

### TV filmy
- Duch modrého pokoje (M. Lasica; 2003)[7]
- Vánoční hvězda (M. Zábranský; 2012)[8]

### TV seriály
- Rodinná pouta (M. Kučera, J. Sládek, Z. Švarc, V. Drha; 2004)
- Bazén (J. Sládek, V. Drha; 2005)
- Velmi křehké vztahy (V. Drha, J. Bártů; 2007)
- Gympl s (r)učením omezeným (J. Chlumský, L. Kodad, V. Moravec; 2014)
- V.I.P. Vraždy (J. Fuit, B. Arichtev, K. Šulajová, J. Bártu; 2016)
- Temný Kraj (J. Bártů; 2017)